# Hohenberg an der Eger
Hohenberg an der Eger es un municipio situado en el distrito de Wunsiedel, en el estado federado de Baviera (Alemania), con una población a finales de 2016 de unos 1422 habitantes.
Se encuentra ubicado al noreste del estado, en la región de Alta Franconia, en la montañas del Fichtelgebirge, cerca de la orilla del río Ohře —un afluente izquierdo del río Elba— y de la frontera con República Checa.